# Jorge de Capadocia
Jorge de Capadocia fue un obispo arriano del siglo IV que usurpó el cargo de arzobispo de Alejandría entre 356 hasta 361.

## Primeros años
En consonancia con Amiano Marcelino, era nativo de Epifania, en la Cilícia. Gregorio Nacianceno nos cuenta que su padre era un limpiador de algodón y que él propio inmediatamente se hizo notorio como un parásito de naturaleza tan mala que él podría venderse por el precio de un bolo. Después de muchas idas y venidas, en las cuales él parece haber juntado una considerable fortuna, primero como un proveedor para el ejército y después como colector de impuestos, finalmente llegó hasta Alejandría.
Una obra anónima contra los maniqueístas descubierta por Paul de Legarde en 1859 en un manuscrito de Tito de Bostra le ha sido atribuida.
Las fuentes originales para la vida de Jorge son Amiano, Gregorio, Epifanio de Salamina y Atanasio. Su personalidad fue retratada con fidelidad gráfica por Edward Gibbon en el vigésimo tercer capítulo de su Historia del Declive y Caída del Imperio Romano.

## Arzobispo de Alejandría
No se sabe cómo ni cuándo obtuvo las órdenes eclesiásticas. Sin embargo, cuando Atanasio de Alejandría fue nuevamente exiliado en 356, Jorge fue promovido por la influencia de la entonces prevalente facción arriana para la posición que él hubo dejado vacante. Su posición teológica era semiarriana (o homoiousiana) y sus asociados eran Eustacio de Sebaste y Basilio de Ancira. Por estímulo de Jorge, la segunda fórmula de Sirmio (promulgada en el Concílio de Sirmio en 357), que era conciliadora para los arianos puristas, fue atacada en el Concílio de Ancira en 358. Sus persecuciones a los ortodoxos (homoousianos) fueron tan severas que provocaron una rebelión; tuvo que huir para salvar la vida, con su autoridad sólo pudiendo ser restaurada con dificultad y con ayuda militar. No aprendiendo con la experiencia, renovó su táctica tiránica, persiguiendo cristianos y paganos con la misma ferocidad. Eso elevó los ánimos hasta tal punto que, con el ascenso de Juliano el Apóstata, su deposición fue rápidamente proclamada. La población entonces lo linchó, con su cuerpo siendo finalmente tirado al mar en 24 de diciembre de 361.
Con toda la brutalidad y sordidez de su carácter, Jorge cultivaba un gusto literario muy afinado y, en el curso de su conturbada carrera, encontró medios de montar una espléndida biblioteca, que Juliano ordenó fuera llevada a Antioquía para su propio uso